# Ichud ha-kvucot ve-ha-kibucim
Ichud ha-kvucot ve-ha-kibucim (hebrejsky: איחוד הקבוצות והקיבוצים, doslova Jednota kibuců a kvuc) byla zemědělská a osadnická sionistická organizace sdružující v letech 1951–1979 některé kolektivně hospodařící vesnice typu kibuc v Izraeli. 

## Založení organizace
Vznikla v roce 1951. Zrodila se sloučením starší organizace Chever ha-kvucot se skupinou zvanou Ichud ha-kibucim, která se roku 1951 oddělila od hnutí ha-Kibuc ha-me'uchad. Důvodem rozkolu byly politické a ideologické rozpory, které se vyostřily počátkem 50. let 20. století. Šlo zejména o hodnocení politiky SSSR. Na konferenci konané v kibucu Na'an roku 1951 se více centristicky orientovaná část hnutí ha-Kibuc ha-me'uchad bližší straně Mapaj odtrhla a utvořila novou organizaci, Ichud ha-kvucot ve-ha-kibucim. Čtyři kibucy dokonce byly kvůli rozkolu administrativně rozděleny na dvě samostatné obce, například kibuc Ejn Charod. V roce 1953 napětí opět zesílilo. V Ejn Charod došlo dokonce v lednu toho roku ke třem násilným incidentům mezi stoupenci obou politických táborů.
Hnutí Chever ha-kvucot bylo federací menších, čistě zemědělských kolektivních osad založených na socialistické filozofii Aaarona Davida Gordona. Mělo rovněž blíže ke straně Mapaj a patřily do něj vlivné kibucy jako Deganija nebo Geva.  V roce 1953 se k nové organizaci připojilo ještě také menší hnutí ha-No'ar ha-cioni, nesocialistická organizace blízká ke straně Nezávislí liberálové.

## Ideologie
Ichud ha-kvucot ve-ha-kibucim patřilo mezi nejliberálnější kibucové organizace. Svým členům umožňovala větší svobodu názorů a životního stylu. Už v 70. letech 20. století přecházely například četné členské vesnice tohoto hnutí k rodinné výchově dětí, na rozdíl od dosavadního modelu komunální, společné výchovy. Větší prostor byl také poskytnut soukromým rodinným financím.
Každý kibuc si volil své zástupce do celostátní exekutivy a celostátního sekretariátu. Hnutí mělo vlastní peněžní fond pro účely půjček, výkupní služby a oddělení pro ekonomické plánování a sociální pomoc. V roce 1969 se hnutí rozhodlo aktivně podporovat vysokoškolské vzdělávání svých členů. Ichud ha-kvucot ve-ha-kibucim provozovala vlastní školy, včetně regionálních středních škol. Hnutí vydávalo vlastní týdeník Igeret le-chaverim a čtvrtletník Niv ha-kvuca. Dále obměsíčník Šdemot a vzdělávací list Igeret le-chinuch. Na Ichud ha-kvucot ve-ha-kibucim byla volně napojena mládežnická organizace ha-No'ar ha-oved coby sekce odborové centrály Histadrut. Blízko k tomuto hnutí měla i skautská organizace ha-Cofim.

## Překonání rozkolu a integrace do kibucového hnutí
K roku 1964 měla organizace 74 členských vesnic s celkovou populací 25 000 lidí. K roku 1968 šlo už o 81 vesnic, v nichž žilo cca 30 000 lidí.
V průběhu 2. poloviny 20. století postupně vyhasínaly ideologické spory na izraelské levici. S tím se otevřela možnost překonání rozkolu z roku 1951. 23. června 1979 došlo ke spojení ha-Kibuc ha-me'uchad a Ichud ha-kvucot ve-ha-kibucim do nové organizace nazvané ha-Tnu'a ha-kibucit ha-me'uchedet (Sjednocené kibucové hnutí, akronym Takam). Integrační proces pak pokračoval dál a roku 2000 se ha-Tnu'a ha-kibucit ha-me'uchedet sloučila s další organizací sdružující některé kibucy ha-Kibuc ha-arci a vznikla tím organizace ha-Tnu'a ha-kibucit (Kibucové hnutí).